# Yao Djè
Yao Djè est une personne participant à la résistance des Baoulé pendant la période coloniale,,,.

## Arrestation et mort
En 1910, après une longue traque, Yao Djè et plusieurs de ses lieutenants furent capturés à Kpouèbo. Ils furent emprisonnés à Toumodi, où Yao Djè succomba sous la torture. Son engagement et son leadership font de lui un symbole de la résistance baoulé et un héros pour son peuple, incarnant la lutte contre l'oppression coloniale en Côte d'Ivoire,,.